# Ionuț-Marian Stroe
Ionuț-Marian Stroe, né le 23 septembre 1979, est un homme politique roumain. Il est ministre de la Jeunesse et des Sports de 2019 à 2020.

## Biographie
Ionuț-Marian Stroe naît le 23 septembre 1979. Il est député depuis 2008 dans le județ de Dolj pour le Parti national libéral.